# Talisa Soto
Miriam "Talisa" Soto, född 27 mars 1967 i Brooklyn i New York, är en amerikansk skådespelerska och fotomodell. 
Hon var gift med Costas Mandylor 1997–2000, sedan 2002 är hon gift med Benjamin Bratt och de har två barn. Hon har bland annat medverkat som Bondbrud i filmen Tid för hämnd (1989).

## Filmografi
- 1989 – Tid för hämnd
- 1995 – Don Juan DeMarco
- 1995 – Mortal Kombat
- 1996 – Spy Hard (krediterad som Desiree More)
- 1996 – Vampirella
- 1997 – Mortal Kombat: Annihilation
- 2001 – Piñero
- 2002 – Ballistic